# Nonkon
Nonkon is een gemeente (commune) in de regio Koulikoro in Mali. De gemeente telt 18.100 inwoners (2009).
De gemeente bestaat uit de volgende plaatsen:
- Bilissabougou
- Bongoudiara
- Djiribabougou
- Finkessiuyoro
- Gouloukouma
- Kena
- Koria
- Kossoumalé
- Markala
- Messa
- Moribola
- N'Gabakoro-Dansiné
- Niantoumana
- Nokala
- Nonkon
- Ouoloudo
- Sikoro–Nonkon
- Tiéneguebougou
- Tienko